# Hans Blix

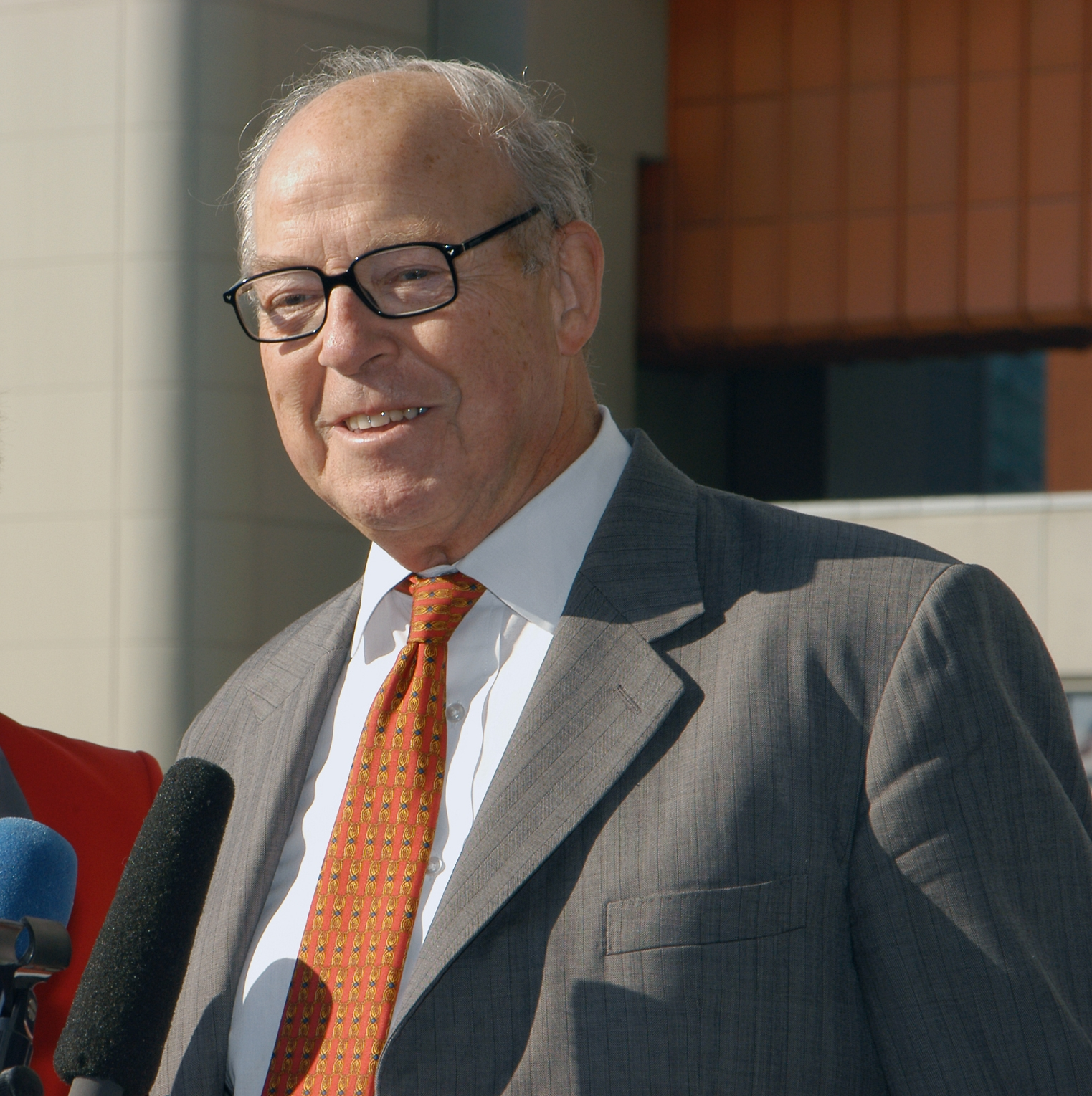
Hans Blix in Wien (2002)

Hans Martin Blix (Ausspracheⓘ; * 28. Juni 1928 in Uppsala) ist ein schwedischer Politiker. Er gehört der Folkpartiet liberalerna (seit 2015 Liberalerna) an und war 1978/79 Außenminister Schwedens. Von 1981 bis 1997 war er Direktor der Internationalen Atomenergie-Organisation und von 2000 bis 2003 Chef der UN-Rüstungskontrollkommission (UNMOVIC).

## Biographie
Hans Blix entstammt der alten jämtländischen Familie Blix. Er ist der Enkel von Magnus Blix (1849–1904) und der Sohn von Gunnar Blix (1894–1981), beide bedeutende Mediziner. Er selbst  studierte Rechtswissenschaften in Uppsala sowie an der Columbia University und wurde an der University of Cambridge in England zum Doctor of Philosophy promoviert. Während seiner Promotion war er Mitglied der Trinity Hall. Er erlangte zudem den Grad eines Juris Doctor, ein so genanntes Berufsdoktorat, in internationalem Recht an der Universität Stockholm. 1987 verlieh ihm die  Universität Moskau  die Ehrendoktorwürde.
Von 1962 bis 1978 war er Mitglied der schwedischen Delegation der Genfer Abrüstungskonferenz (UNCD) in der Schweiz. Zwischen 1963 und 1976 bekleidete er mehrere Ämter im schwedischen Außenministerium und war von 1961 bis 1981 Mitglied zahlreicher schwedischer Delegationen bei der UN-Vollversammlung in New York City. Im Oktober 1978 wurde Hans Blix schwedischer Außenminister in der Regierung Ola Ullstens. Dieses Amt übte er ein Jahr lang aus.
Von 1981 bis 1997 war Hans Blix Direktor der Internationalen Atomenergie-Organisation (IAEO). Am 5. Mai 1986 besichtigte er als einer der ersten westlichen Wissenschaftler den zerstörten Kernreaktor von Tschernobyl/Ukraine.
Kritiker wie sein Landsmann Rolf Ekéus warfen ihm vor, er habe in dieser Zeit die nukleare Aufrüstung des Irak „verschlafen“. Das irakische Regime kaufte Ende der 1970er Jahre in Frankreich den Atomreaktor Osirak und auch in Italien umfangreiche Ausrüstung. Damit verfügte es über alle Mittel zur Urananreicherung und konnte unter den Augen der IAEO ein Nuklearprogramm auflegen. IAEO-Direktor Blix bescheinigte dem Irak damals eine „ausgezeichnete“ Kooperation. Im Mai 1991 wollte Blix in seinem Bericht an den UN-Sicherheitsrat die völlige Übereinstimmung mit den Auflagen aus UNSC-Resolution 687 erklären. Die Zeugenaussagen eines irakischen „Überläufers“ verhinderten letztendlich, dass der Bericht veröffentlicht wurde. Einen Monat später überraschten UNSCOM-Inspektoren unter David Kay die Iraker beim Abtransport von fünf Meter hohe Magneten aus der Anlage Al Falludjah. Im September 1991 entdeckten die UNSCOM-Inspektoren zufällig streng geheime Dokumente über das irakische Nuklearprogramm. Erst nach der Flucht von Saddams Schwiegersohn Hussein Kamal im Sommer 1996 legte das irakische Regime seine Nuklearprogramme umfassend dar.
Blix führte die UN-Kommission zur Überwachung, Verifizierung und Inspektion von Januar 2000 bis Juni 2003, als ihm Dimitris Perrikos nachfolgte. 2002 begann die Kommission, im Irak nach Massenvernichtungswaffen zu suchen, fand aber keine Belege für deren Existenz. Die Berichte von Blix und der IAEO spielten eine zentrale Rolle bei der Kontroverse im UN-Sicherheitsrat über den letztendlich zurückgezogenen Resolutionsentwurf, mit dem die USA und Großbritannien den Irakkrieg rechtlich absichern wollten.
Am 5. März 2004 warf Blix den USA und Großbritannien vor, sie hätten keine rechtliche Grundlage für ihre Militäraktion gegen den Irak gehabt. Schon seit einiger Zeit ging er zur damaligen „Koalition der Willigen“ auf kritische Distanz.
In seinem am 9. März 2004 veröffentlichten Buch Mission Irak beklagt Blix, George W. Bush und Tony Blair hätten Mahnungen in Geheimdienstberichten zur Vorsicht bei der Beurteilung von Angaben zu Iraks mutmaßlichen Massenvernichtungswaffen ignoriert. Er schildert in dem Buch die Auseinandersetzungen bei den Vereinten Nationen in den Wochen vor dem Irak-Krieg sowie die Anfeindungen, denen er als Chef der UN-Waffenkontrolleure in Washington ausgesetzt gewesen sei.
1998 erhielt Hans Blix den Otto-Hahn-Preis der Stadt Frankfurt am Main. Im Jahr 2002 wurde ihm von der Columbia University der Wolfgang Friedmann Memorial Award verliehen, ein Jahr später wurde er mit dem Leibniz-Ring-Hannover geehrt.
2007 verlieh ihm die University of Cambridge die Ehrendoktorwürde. Ende desselben Jahres wurde Hans Blix Ehrendoktor der Königlich Technischen Hochschule Stockholm.

## Kritik
1992 sagte der russische Kernphysiker Wladimir Tschernosenko über die Täuschungsmanöver verschiedener interessierter Seiten nach der Katastrophe von Tschernobyl 1986:
Blix wußte sehr genau, daß ein sofortiger Betriebsstopp von Tschernobyl das Vertrauen in die internationale Atomwirtschaft nachhaltig untergraben hätte. Auch Blix hat als taktierender Politiker reagiert.
SPIEGEL: Als Vertreter der AKW-Lobby?
TSCHERNOSENKO: Ja. Am 8. Mai ist Herr Blix in Tschernobyl gewesen und mit dem Hubschrauber herumgekurvt. Er mußte wissen, daß in jenem Augenblick viele Millionen Curie von Radionukleiden über die ganze Welt verbreitet wurden. Stattdessen verkündete er der Weltöffentlichkeit nach seinem Rundflug, alles sei bestens im Griff, es gebe überhaupt keine Probleme.
SPIEGEL: Haben Sie mit Herrn Blix gesprochen?
TSCHERNOSENKO: Ich habe Herrn Blix persönlich nicht getroffen, aber seinen Mitarbeiter, den Sicherheitsexperten der IAEO, Morris Rosen. Er vertrat nach der Katastrophe die Ansicht, die Atomenergie müsse auch dann weiter vorangetrieben werden, wenn jedes Jahr ein Tschernobyl passierte.
Bei der Pressekonferenz in Kiew habe ich Herrn Rosen öffentlich gefragt, wie er so eine Äußerung rechtfertigen könne. Die Antwort gab er mir nach der Pressekonferenz; Rosen nahm mich beiseite und warnte: Unterlaß künftig solche Fragen, sonst werden mich die Menschen in der Luft zerreißen.
Der Satz „Angesichts der Wichtigkeit der Kernenergie könnte die Welt einen Unfall vom Ausmaß Tschernobyl pro Jahr ertragen.“ wird auch Blix persönlich zugeschrieben.

## Veröffentlichungen
- Mission Irak – Wahrheit und Lügen: der Chef der UN-Waffenkontrolleure zieht Bilanz. München 2004, ISBN 3-426-27337-3.

## Auszeichnungen
- 1979: Ehrenmitgliedschaft der Amerikanischen Gesellschaft für internationales Recht
- 1997: Großes Goldenes Ehrenzeichen am Bande für Verdienste um die Republik Österreich[6]
- 2004: Komtur der Ehrenlegion
- 2007: Großkreuz des Verdienstordens der Italienischen Republik
- 2011: Orden des Fürsten Jaroslaw des Weisen (III. Klasse)
- Goldenes Ehrenzeichen für Verdienste um das Land Wien

## Medien
- Greta Stocklassa (Regie): "Blix Not Bombs" – Der Diplomat und der Krieg. Dokumentarfilm. rbb, Deutschland/Schweden/Tschechische Republik 2023.